# Лобачев (хутор)
Лобачев — хутор в Обливском районе Ростовской области.
Входит в состав Обливского сельского поселения.

## География
На хуторе имеются две улицы — Магистральная и Чирская.

## Население
| 2010 |
| ---- |
| 450  |